# Leucania pseudotacuna
Leucania pseudotacuna là một loài bướm đêm trong họ Noctuidae.